# Banco Bice
 O Banco Bice (acrônimo de Banco Industrial e de Comércio Exterior) é uma instituição financeira bancária chilena, fundada em 2 de maio de 1979 por um grupo de empresas industriais chilenas, como a CMPC S.A. (ligada ao Grupo Matte), Minera Valparaíso S.A., Compañía Industrial El Volcán S.A. e outras empresas dos setores florestal, de geração elétrica e imobiliário. É uma filial da BICECorp S.A., controlada pelo grupo Matte.
A antiga sede histórica estava localizada na Calle Teatinos 220, na comuna de Santiago, mudando-se para o Bairro El Golf durante o ano de 2021.

## Serviços
O Banco BICE oferece serviços bancários tanto para empresas quanto para pessoas. Além disso, oferece serviços de financiamento hipotecário e gestão de carteiras de investimentos.
O banco tem como objetivo clientes de alta renda (grupo socioeconômico ABC1), tendo como concorrente nessa faixa o Banco Security e, em menor medida, os segmentos premium do Banco Edwards Citi, Itaú e Scotiabank.

## Subsidiárias
- BICE Administradora Geral de Fundos
- BICE Corredores de Seguros Ltda.
- BICE Corredores de Carteira S.A.
- BICE Agente de Valores S.A.

## Patrocínio
- Universidad Católica (2020-2023)